# Loco (Oklahoma)
Loco es un pueblo situado en el condado de Stephens, Oklahoma, Estados Unidos. Tiene una población estimada, a mediados de 2022, de 103 habitantes.

## Geografía
La localidad está ubicada en las coordenadas 34°19′46″N 97°40′50″O / 34.32944, -97.68056. Según la Oficina del Censo de los Estados Unidos, tiene una superficie de 0.68 km², correspondientes en su totalidad a tierra firme.

## Demografía
Según el censo de 2020, en ese momento había 99 personas residiendo en la localidad. La densidad de población era de 145.59 hab./km². El 86.87% de los habitantes eran blancos, el 1.01% era amerindio y el 12.12% eran de una mezcla de razas. Del total de la población, el 8.08% eran hispanos o latinos de cualquier raza.